# Porno para Ricardo
Porno para Ricardo est un groupe de punk rock cubain, originaire de La Havane. Il est connu pour son attitude critique envers le régime castriste. Les chansons de Porno para Ricardo ont pour thèmes récurrents le sexe, la drogue et la critique du régime communiste à Cuba.

## Biographie
Porno para Ricardo est formé en 1998 à la Havane. Le groupe comprend alors trois membres : Gorki Águila (chant, guitare et composition), Ciro Díaz Penedo (basse, chœurs), et Luis David González (batterie). La formation évoluera par la suite ; Ciro Díaz Penedo délaissera la basse pour la guitare, et la basse sera assurée Oscar Pita, puis par Hebert Dominguez, et Luis David Gonzàlez sera remplacé à la batterie par Renay Kayrus. Porno para Ricardo commence à donner des concerts un peu partout à La Havane, et publie finalement en 2001 sa première démo, Po'l tu culpa. L’année suivante, en 2002, le groupe publie son premier album studio, intitulé Rock para las masas. Cet album sera suivi en 2003 par la sortie d’un album éponyme, intitulé Porno par Ricardo,.
En 2005, Porno para Ricardo apparaît dans Habana Blues, film de Benito Zambrano, sur la scène musicale underground cubaine, en y interprétant la chanson Felacion. L’année 2006 voit la sortie de deux disques du groupe : Soy porno soy popular et A mi no me gusta la política pero yo le gusto a ella companero.

## Conflits avec le gouvernement cubain
Dans ses textes le groupe s’en prend régulièrement au pouvoir communiste en place à Cuba. Ainsi une de leurs chansons écrites après que Fidel Castro est tombé gravement malade s’intitule El Coma andante (« Le Coma ambulant »), jeu de mots avec le surnom El Comandante, donné au dirigeant cubain. De même, l’opposition au pouvoir en place se manifeste dans le logo du groupe qui est un détournement de l’emblème communiste de la faucille et du marteau, le marteau étant remplacé par un pénis.
Ces critiques et provocations répétées valent à Porno para Ricardo l’inimitié du gouvernement cubain. En 2003, Gorki Águila, leader et parolier du groupe, est une première fois arrêtée au cours d’un festival de rock officiellement pour possession de drogue. Condamné à quatre ans de prison il purgera la moitié de cette peine. Derrière le motif officiel de la possession de drogue le groupe voit dans cette arrestation des raisons politiques. Le 25 août 2008, Gorki Águila est une nouvelle fois arrêté au motif de « dangerosité sociale pré délictueuse ». À la suite des protestations internationales, le motif de l’arrestation sera finalement changé en « atteinte à l'ordre public » et Gorki Aguila sera condamné à une amende de 600 pesos.
En 2012, Gorki Aguila est arrêté en compagnie de deux autres opposants au régime castriste le graffeur Danilo Maldonado Machado dit El Sexto et le musicien et acteur Ismael de Diego dans une rue de La Havane par des policiers en civil. Cette arrestation est alors dénoncée par l'écrivain et photographe Luis Pardo Lazo Orlando.

## Membres
- Gorki Águila Carrasco - guitare, chant
- Ciro Javier Díaz Penedo - guitare, chœurs
- Renay Kayrus - batterie, chœurs
- William Retureta - basse, chœurs

## Discographie
- 2001 : Pol' tu culpa (EP)
- 2002 : Rock para las masas... (cárnicas)
- 2003 : Porno para Ricardo
- 2006 : Soy porno, soy popular
- 2006 : A mi no me gusta la política pero yo le gusto a ella compañero
- 2009 : El Disco Rojo Desteñido
- 2013 : Maleconazo Ahora !